# Гамілл (Південна Дакота)
Гамілл (англ. Hamill) — переписна місцевість (CDP) в США, в окрузі Тріпп штату Південна Дакота. Населення — 14 осіб (2020).

## Географія
Гамілл розташований за координатами 43°35′39″ пн. ш. 99°41′36″ зх. д. / 43.59417° пн. ш. 99.69333° зх. д. (43.594048, -99.693197).  За даними Бюро перепису населення США в 2010 році переписна місцевість мала площу 3,25 км², з яких 3,16 км² — суходіл та 0,08 км² — водойми.

## Демографія
Згідно з переписом 2010 року, у переписній місцевості мешкало 11 осіб у 5 домогосподарствах у складі 3 родин. Густота населення становила 3 особи/км².  Було 9 помешкань (3/км²).
Расовий склад населення:
| - 100,0 % — білих |

До двох чи більше рас належало 0,0 %. Частка іспаномовних становила 0,0 % від усіх жителів.
За віковим діапазоном населення розподілялося таким чином: 27,3 % — особи молодші 18 років, 63,6 % — особи у віці 18—64 років, 9,1 % — особи у віці 65 років та старші. Медіана віку мешканця становила 51,2 року. На 100 осіб жіночої статі у переписній місцевості припадало 83,3 чоловіків;  на 100 жінок у віці від 18 років та старших — 100,0 чоловіків також старших 18 років.
Цивільне працевлаштоване населення становило 0 осіб. 